# Conocephalus ebneri
Conocephalus ebneri is een rechtvleugelig insect uit de familie sabelsprinkhanen (Tettigoniidae). De wetenschappelijke naam van deze soort is voor het eerst geldig gepubliceerd in 1966 door Harz.
1. ↑  (en) Conocephalus ebneri op de IUCN Red List of Threatened Species.